# 花輪館
花輪館（はなわたて）は、秋田県鹿角市花輪町にあった日本の城。

## 概要
主郭の規模は東西200メートル×南北110メートルで、比高差4メートルの上下2面に分かれ、西側の上面に中野氏の陣屋があり本丸と呼ばれ、東側下面は二の丸と呼ばれ、花輪通代官所などが建っていた。

## 沿革
鎌倉の御家人・安保氏が臥牛本館に拠り、花輪次郎を名乗ったのが始まりとされる。中世の大館の一角を利用したもので、御館・北館・南館からなる連郭館であった。
幾多の興亡の後、天正18年（1590年）に三戸南部の支配下の大光寺正親が城主となり、以来重臣による城代、郡代への交代が相次ぎ鹿角治安と境界守備の責任を担い、明暦3年（1657年）毛馬内九左衛門が古館に入り、延宝2年（1674年）中野吉兵絵が入部、樋口館（要害屋敷）に入り、秋田藩境への守備に当たった。